# Antix (računalniška igra)
Antix je arkadna igra, ki jo je razvil Dimitrij Pavlovski, eden od treh izvirnih razvijalcev računalniške igre Tetris. Izšla je leta 1985. Dimitrij je igro imenoval Antix kot krajši zapis imena Antixonix, saj je bila igra različica igre Xonix. 
Igra se je od igre Xonix razlikovala po obrnjenem zakritem igralnem polju. Dimitrij jo je najprej razvil za računalnik Elektronika 60, nato pa sta jo on sam in Vadim Gerasimov prenesla na osebni računalnik. Igra Xonix je bila tedaj, pred nastankom Tetrisa, zelo priljubljena v Računalniškem središču Dorodnicina, kjer je bil Dimitrij kot računalniški inženir zaposlen, in v Moskvi.